# Magna Doodle

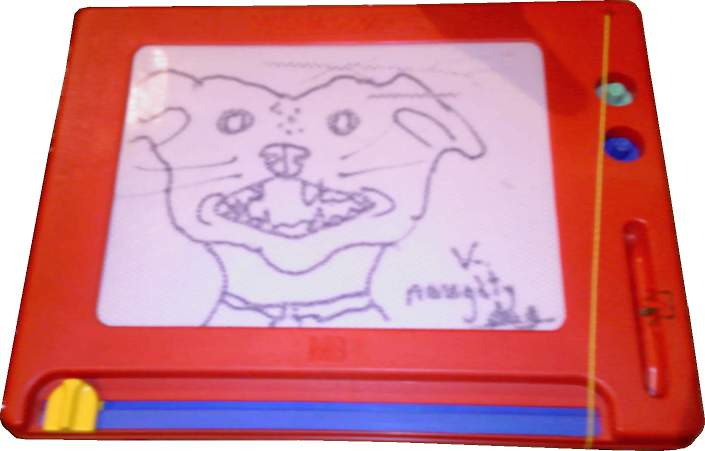
Magna Doodle

Magna Doodle é um brinquedo de desenho magnético, que consiste em uma prancheta de desenho, uma caneta magnética e algumas formas magnéticas. Inventada em 1974, mais de quarenta milhões de unidades foram vendidas até hoje em todo o mundo, sob diversas marcas, nomes de produtos e variações.
O elemento chave do brinquedo é o painel de exibição magnetoforético, preenchido com um líquido branco espesso e opaco, contendo pequenas partículas magnéticas escuras. Essas partículas podem ser atraídas para a superfície de desenho por uma caneta com ponta magnética ou formas opcionalmente fornecidas, ou removidas para o lado traseiro oculto por uma barra deslizante de borracha. A camada intermediária é dividida em células com formatos de favo de mel, mantendo o líquido estático e as partículas uniformemente distribuídas pelo painel. O líquido é formulado de modo que as partículas flutuantes possam ser puxadas através dele em resposta às forças magnéticas, mas não devido à gravidade.

## Histórico
O brinquedo foi originalmente produzido como "Magna Doodle" pela Tyco até 1997, quando a Tyco foi comprada pela Mattel. A Mattel vendeu o brinquedo com a marca Fisher-Price. A marca foi depois vendida para a Ohio Art Company. Hoje, a marca "Magna Doodle" é de propriedade da Cra-Z-Art. A Fisher-Price produziu sua própria alternativa chamada Doodle Pro, enquanto a Ohio Art produziu o Doodle Sketch similar até 2016, quando vendeu a marca à Spin Master. O Doodle Pro ainda está disponível no Reino Unido da empresa de distribuição Megatel LTD.

## Outras utilidades
Como o Magna Doodle não usa tinta ou grafite, os instrutores de mergulho o usam como quadro branco subaquático ao instruir alunos e mergulhadores que desejam passar notas curtas. Como o Magna Doodle não foi projetado especificamente para trabalhar debaixo d'água, muitos de seus componentes podem oxidar ou deteriorar com o tempo.

## Na cultura popular
- No seriado de comédia de TV Friends, um Magna Doodle é visível no apartamento de Joey e Chandler, com várias mensagens escritas ao longo da série, referenciando pontos de enredo, eventos atuais, piadas internas ou apenas desenhos aleatórios.[3]